# Nagyilonda község
Nagyilonda község (románul: Comuna Ileanda) község Szilágy megyében, Romániában. Központja Nagyilonda, beosztott falvai Büdöspataka, Csömény, Hosszúrév, Ilondapatak, Kisborszó, Kisdoboka, Kisilonda, Konkolyfalva, Kornislaka, Révkörtvélyes, Sasfalu, Szakadás.

## Népessége
A 2011-es népszámlálás adatai alapján a község népessége 2256 fő volt.